# Judith von Kärnten
Judith († 991) war Herzogin von Kärnten.

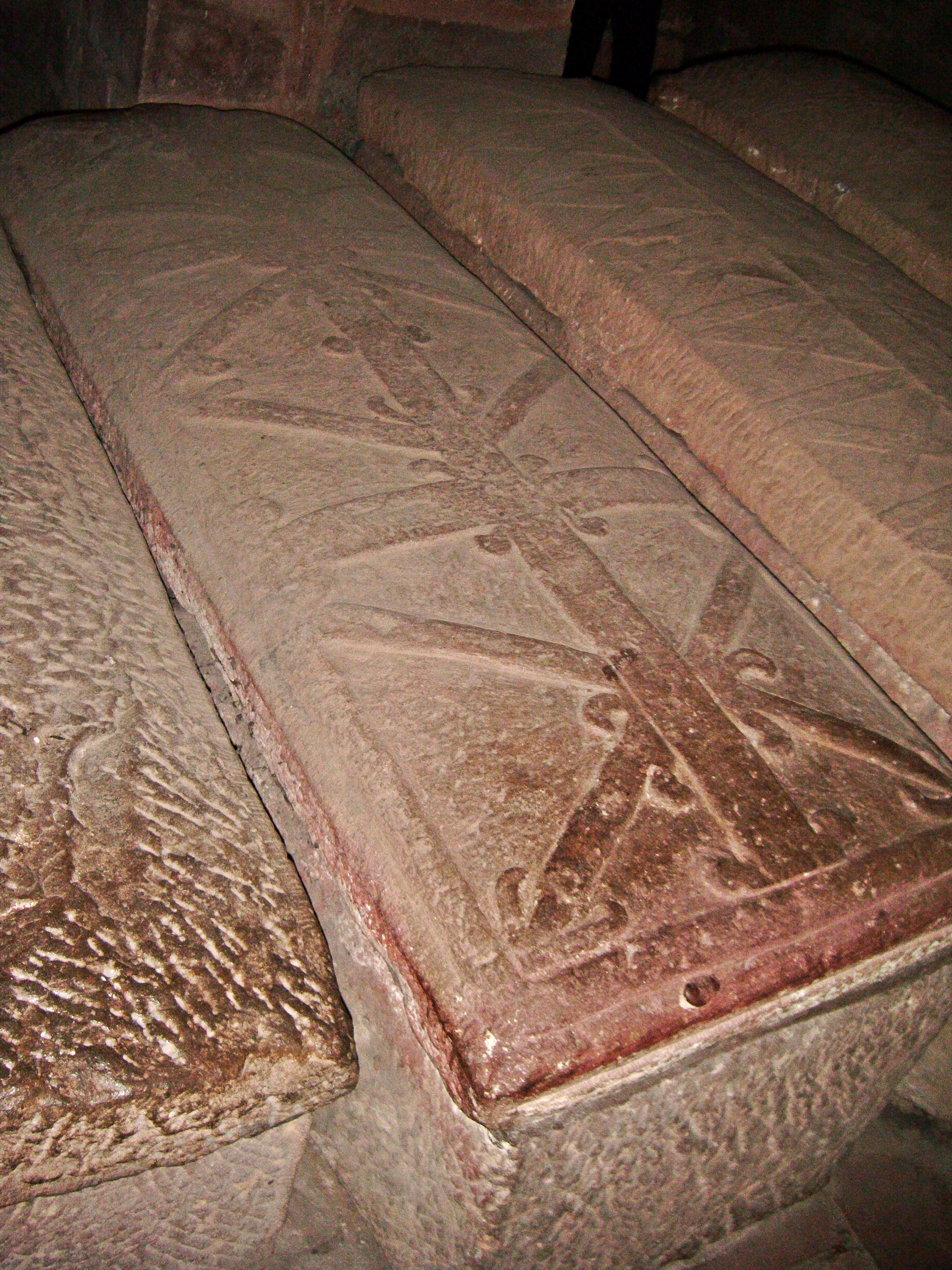
Sarkophag, Saliergruft des Wormser Domes

Sie war möglicherweise eine Tochter des Grafen Heinrich von Bayern, eines Sohnes von Herzog Arnulf dem Bösen. Als Frau Ottos I. von Kärnten († 1004) wurde sie Herzogin von Kärnten. Sie war die Mutter des Papstes Gregor V. und Großmutter des Kaisers Konrad II.
Sie wurde im Wormser Dom bestattet.
Mit Otto hatte sie vier Söhne:
- Heinrich von Worms († 989/1000), Graf im Wormsgau, ⚭ Adelheid († wohl 1039/1046), Schwester der Grafen Adalbert und Gerhard aus dem Hause der Matfride
- Bruno (* 972; † 999), wurde 996 Papst Gregor V.
- Konrad von Kärnten († 1011), Herzog von Kärnten, ⚭ um 1002 Mathilde von Schwaben (* wohl 988; † 1031/1032), Tochter des Herzogs Hermann II. von Schwaben aus dem Geschlecht der Konradiner
- Wilhelm († 1047), ab 1028 oder 1029 Bischof von Straßburg